# Dénes Szécsi
Dénes Szécsi (né en 1400 à Eger en Hongrie, et mort à Esztergom le 1er février 1465) est un cardinal hongrois du XVe siècle. 

## Biographie
Dénes Szécsi est élu évêque de Nitra en 1438 et transféré au diocèse d'Eger en 1439.
Le pape Eugène IV le crée cardinal lors du consistoire du 18 décembre 1439, sur demande de la reine de Hongrie. Il est promu à l'archidiocèse d'Esztergom en 1440. Il relève la cathédrale d'Esztergom et le pape confirme le titre de primat de Hongrie à lui et à ses successeurs.
Szécsi ne participe pas aux conclaves de 1447 (élection de Nicolas V), de 1455 (élection de Calixte III), de 1458 (élection de Pie II), ni à celui de 1464 (élection de Paul II).

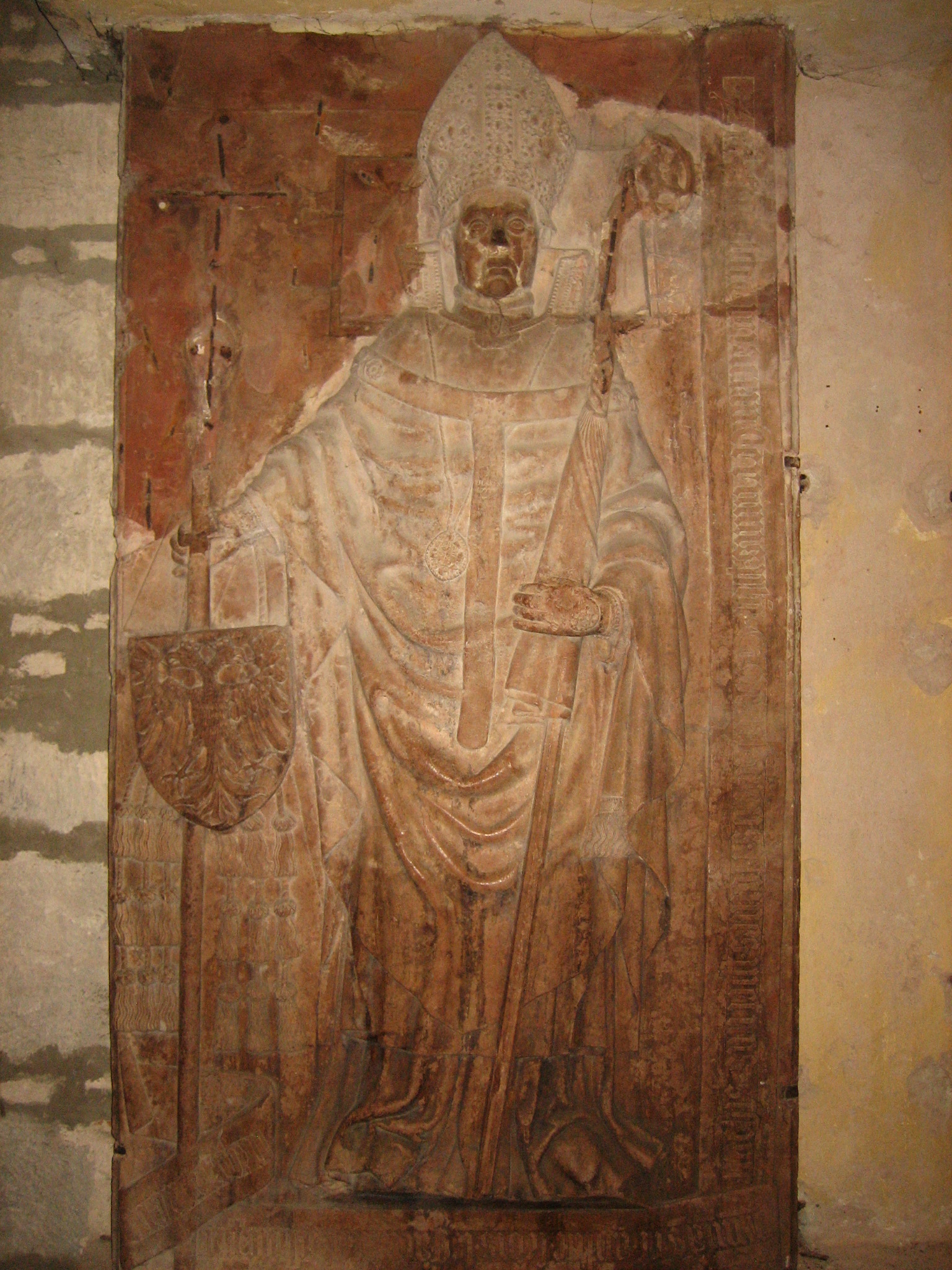
Gisant de Dénes Szécsi, basilique d'Esztergom.